# Thraupis glaucocolpa
La tangara glauca, azulejo verdeviche (en Venezuela) o azulejo glauco (en Colombia) (Thraupis glaucocolpa), es una especie de ave de la familia Thraupidae, perteneciente al género Thraupis. Es nativa del noreste de Colombia y norte de Venezuela.

## Distribución y hábitat
Se distribuye a lo largo del litoral caribeño de Colombia (hacia el este desde Bolívar) y Venezuela (hasta Sucre, inclusive en la isla de Margarita, hacia el interior hasta Apure).
Esta especie es considerada poco común en sus hábitats naturales: los bosques en galería y caducifolios, matorrales y jardines, principalmente en regiones áridas, y mayormente por debajo de los 500 m de altitud.

## Sistemática

### Descripción original
La especie T. glaucocolpa fue descrita por primera vez por el ornitólogo alemán Jean Cabanis en 1850 bajo el mismo nombre científico; su localidad tipo es: «Caracas, Venezuela».

### Etimología
El nombre genérico femenino Thraupis proviene de la palabra griega «θραυπίς thraupis»: pequeño pájaro desconocido mencionado por Aristóteles, tal vez algún tipo de pinzón (en ornitología thraupis significa «tangara»); y el nombre de la especie «glaucocolpa» se compone de las palabras del griego «glaukos»: azul-gris, glauco, y «kolpos»: pechera, busto.

### Taxonomía
Es monotípica. Algunas clasificaciones como Aves del Mundo (HBW) y Birdlife International (BLI) colocan a la presente especie en el género Tangara, como Tangara glaucocolpa.